# La Sérénade
Personnages
- M. Grifon, père de Valère
- Valère, amant de Léonore
- Mme Argante, mère de Léonore
- Léonore
- M. Mathieu
- Scapin, valet de Valère
- Marine, suivante de Mme Argante
- Champagne, valet de M. Mathieu

La Sérénade est le cinquième opéra-comique de Sophie Gail, publié en 1818.
Le livret de Sophie Gay est arrangé d’après la comédie de Regnard de 1694.
La Sérénade, opéra-comique en un acte, est représenté pour la première fois à l’Opéra-comique, anonymement le 2 avril 1818,,. L’anonymat ne devait être que relatif car un article antérieur à sa sortie en précise sa filiation.
En décembre 1818, l’opéra est représenté sur la scène du Théâtre de la Monnaie à Bruxelles et le 22 janvier 1824 au Havre.
L'ouvrage a été un succès, ramenant Sophie Gail sur le devant de la scène après trois ouvrages qui n'avaient pas réussi. Son premier opéra-comique, Les Deux Jaloux, créé en 1813, avait quant à lui connu un très grand succès et sera joué plus de trois cent fois au Théâtre de l'Opéra-Comique jusqu'en 1839.
Le chanteur Martin et Marie-Julie Boulanger en ont été les interprètes principaux de La Sérénade.
L'ouvrage a été repris le 30 décembre 2022 à l'Opéra Grand Avignon sous la direction de Debora Waldman à la tête de l'Orchestre national Avignon-Provence, dans une mise en scène de Jean Lacornerie. C'est la musicologue Florence Launay, spécialiste des compositrices françaises du XIXe siècle, qui a suscité cette reprise de l'ouvrage.

## Réception
- Comme œuvre de femmes, la critique s’attarde sur le physique des créatrices et « On les appelle la belle et la laide, ou encore “ Sophie de la parole ”, et “ Sophie de la musique ” »[7].

## Personnages et acteurs
- M. Grifon, père de Valère (M. Vinscentini)
- Valère, amant de Léonore (M. Ponchard)
- Mme Argante, mère de Léonore (Mlle Desbrosses)
- Léonore (Mlle Leclerc)
- M. Mathieu (M. Juillet fils)
- Scapin, valet de Valère (M. Martin)
- Marine, suivante de Mme Argante (Mme Boulanger)
- Champagne, valet de M. Mathieu (M. Moreau)